# Rue du Tapis-Vert (Nancy)
La Rue du Tapis-Vert est une voie de la commune de Nancy, au sein du département de Meurthe-et-Moselle, en région Grand Est.

## Situation et accès
La voie relie la place de la Division-de-Fer au Boulevard Lobau se prolongeant ensuite en une impasse.
Elle appartient administrativement au quartier Stanislas - Meurthe.

## Origine du nom
Jamais dénommée officiellement, elle tire son nom de la prairie verdoyante, dite prairie de Tomblaine, qui s'étendait jadis des remparts de la Ville-Neuve à la Meurthe. On y organisait des courses de chevaux. Ce quartier, autrefois également nommé "prairie de Nancy" ou "la Grande-Prairie", fut une des plus pittoresques campagnes de Nancy.

## Historique
Un ancien chemin menait Nancy à Tomblaine par la porte Saint-Georges et se prolongeait par le chemin des Cinq Piquets. Le percement du canal entre 1838 et 1852 et celui du chemin de fer en 1878 interrompt ce tracé. Le prolongement de ce chemin a totalement disparu sous l'installation des établissements industriels et des habitations. La rue actuelle du Tapis-Vert est élargie en rue en 1863.
En 1891, un commissiriat de police pour la ville de Nancy est ouvert au n°9.
Le pensionnat Callot était situé à l'emplacement actuel du n°30 sur le terrain de l'ancienne villa "La Villette". Il est ensuite occupé par l'École professionnelle de l'Est fondée en 1844 par Henri Loritz. En 1881, devenue trop exiguë, elle est reconstruite rue des Jardiniers et Boulevard Lobau. Les locaux abritent ensuite une annexe du pensionnat Saint Joseph qui seront fermés en 1903.

## Bâtiments remarquables et lieux de mémoire
Depuis le XIXe siècle, cette petite rue a comporté de nombreux locaux industriels :
- no 3 : les bains publics "Tivoli" puis "Bains Saint Georges" fonctionnent jusqu'en 1880.
- no 7 : entreprise de produits chimiques "Omnium chimique de l'Est".
- no 8 : entreprise de récupération de métaux "Khan frères".
- no 11 : "Centrale Automobile de Lorraine", concessionnaire Citroën à partir de 1945.
- no 12 : les "Ets Robin" puis "Société Alsacienne et Lorraine de Chauffage central", entreprise de fabrication de calorifères, de poêles en faïence et de fourneaux.
- no 13 : bureau de l'octroi.
- no 16 : lavoir public.
- no 18 : ancienne guinguette du "Tapis-Vert" avec une statue de la Vierge, puis une fabrique de draps Dorr puis l'entreprise Haldy (vente de houille) et celle de matériaux de construction Breton & Poirot.
- no 22 : marchand de houblons Baheux.
- no 27-29 : Compagnie Lorraine d'Électricité, usine construite par Félicien César en 1899.